# Aniołek (film 1996)
Aniołek (oryg./niem. Engelchen; inne tytuły: pol. Szmugler, ang. Little Angel) – niemiecki dramat filmowy z 1996 roku, w reżyserii Helke Misselwitz, która napisała także scenariusz. Film prezentowany na wielu festiwalach i przeglądach filmowych, na których zdobył wiele nagród i wyróżnień. Podejmuje tematykę samotności człowieka oraz zwykłego, prozaicznego, niejednokrotnie okrutnego życia.

## Obsada
- Susanne Lothar – Ramona
- Cezary Pazura – Andrzej
- Sophie Rois – matka dziecka
- Herbert Fritsch – ojciec Klaus
- Kathrin Angerer – Lucie
- Luise Wolfram – dziecko
- Heide Kipp – babcia dziecka
- Christian Grashof – fotograf

## O filmie
Film zrealizowany w konwencji realistycznej, niemal zbliżonej do relacji reportażowej.
Główną bohaterką filmu jest Ramona (w tej roli doceniona przez krytyków Susanne Lothar). Jest to samotna kobieta, Niemka, mieszkanka Berlina Wschodniego wyraźnie zagubiona w otaczającej ją rzeczywistości, na którą składają się m.in. sąsiedzkie awantury.
Jej życie gwałtownie się zmienia, gdy poznaje Polaka Andrzeja (Cezary Pazura), sprzedawcę papierosów na czarnym rynku. By uniknąć aresztowania, mężczyzna ten całuje Ramonę i przytula ją, udając, że są parą. Wkrótce okazuje się, że jest niezwykle sympatycznym człowiekiem, w którym Ramona się zakochuje. Zostają parą. Niedługo potem Ramona zachodzi w ciążę, lecz Andrzej nie chce tego dziecka i porzuca kochankę. Niemka traci dziecko, przez co czuje się jeszcze bardziej samotna niż wtedy, gdy nie znała Andrzeja.

## Ważniejsze nagrody i nominacje
- nominacja do niemieckiej nagrody filmowej dla Helke Misselwitz
- nominacja do niemieckiej nagrody filmowej dla aktorki Susanne Lothar
- nagroda na Max Ophüls Festival dla Helke Misselwitz
- nagroda specjalna jury na Międzynarodowym Festiwalu Filmowym w San Sebastián dla Helke Misselwitz
- nagroda na Międzynarodowym Festiwalu Filmowym w Seattle dla Helke Misselwitz
- nagroda na Międzynarodowym Festiwalu Filmowym w Salonikach dla Helke Misselwitz